# کنگو ناگای
کنگو ناگای (انگلیسی: Kengo Nagai؛ زادهٔ ۶ نوامبر ۱۹۹۴) بازیکن فوتبال اهل ژاپن است.